# Freek Schutten
Freek Schutten (Coevorden, 29 juli 1942 – Zwolle, 12 maart 2020) was een Nederlands voetballer die bij voorkeur als middenvelder speelde. Vanaf 1960 tot 1976 kwam hij uit voor Zwolsche Boys, Be Quick, SC Drente (Zwartemeer), nogmaals Zwolsche Boys en PEC Zwolle. Na zijn loopbaan als speler is hij aan de slag gegaan als medewerker bij Ahold en was hij scout voor de jeugdteams van PEC Zwolle. Hij overleed, na een ziekbed, op 12 maart 2020 in zijn woonplaats Zwolle.

## Carrièrestatistieken
| Seizoen         | Club            | Land            | Competitie       | Competitie | Competitie | Beker | Beker | Internationaal | Internationaal | Overig | Overig | Totaal | Totaal |
| Seizoen         | Club            | Land            | Competitie       | Wed.       | Dlp.       | Wed.  | Dlp.  | Wed.           | Dlp.           | Wed.   | Dlp.   | Wed.   | Dlp.   |
| --------------- | --------------- | --------------- | ---------------- | ---------- | ---------- | ----- | ----- | -------------- | -------------- | ------ | ------ | ------ | ------ |
| 1960/61         | Zwolsche Boys   | Nederland       | Tweede divisie   | -          | 1          | –     | 1     | 0              | 0              | 0      | 0      | –      | 2      |
| 1961/62         | Zwolsche Boys   | Nederland       | Tweede divisie   | –          | 6          | –     | 1     | 0              | 0              | 0      | 0      | –      | 7      |
| 1962/63         | Zwolsche Boys   | Nederland       | Tweede divisie A | –          | 4          | –     | 0     | 0              | 0              | 0      | 0      | –      | 4      |
| 1963/64         | Be Quick        | Nederland       | Tweede divisie A | –          | 16         | –     | 0     | 0              | 0              | 0      | 0      | –      | 16     |
| 1964/65         | Zwartemeer      | Nederland       | Tweede divisie A | –          | 9          | –     | 0     | 0              | 0              | 0      | 0      | –      | 9      |
| 1965/66         | Zwartemeer      | Nederland       | Tweede divisie A | –          | 4          | –     | 0     | 0              | 0              | 0      | 0      | –      | 4      |
| 1966/67         | SC Drente       | Nederland       | Eerste divisie   | –          | 2          | –     | 0     | 0              | 0              | 0      | 0      | –      | 2      |
| 1967/68         | Zwolsche Boys   | Nederland       | Tweede divisie   | –          | 9          | –     | 0     | 0              | 0              | 0      | 0      | –      | 9      |
| 1968/69         | Zwolsche Boys   | Nederland       | Tweede divisie   | –          | 10         | –     | 0     | 0              | 0              | 0      | 0      | –      | 10     |
| 1969/70         | PEC             | Nederland       | Tweede divisie   | –          | 9          | 1     | 0     | 0              | 0              | 0      | 0      | –      | 9      |
| 1970/71         | PEC             | Nederland       | Tweede divisie   | –          | 12         | 0     | 0     | 0              | 0              | 0      | 0      | –      | 12     |
| 1971/72         | PEC Zwolle      | Nederland       | Eerste divisie   | –          | 0          | 0     | 0     | 0              | 0              | 0      | 0      | –      | 0      |
| 1972/73         | PEC Zwolle      | Nederland       | Eerste divisie   | –          | 2          | 2     | 0     | 0              | 0              | 3      | 0      | –      | 2      |
| 1973/74         | PEC Zwolle      | Nederland       | Eerste divisie   | –          | 2          | 1     | 0     | 0              | 0              | 0      | 0      | –      | 2      |
| 1974/75         | PEC Zwolle      | Nederland       | Eerste divisie   | –          | 0          | 0     | 0     | 0              | 0              | 0      | 0      | –      | 0      |
| 1975/76         | PEC Zwolle      | Nederland       | Eerste divisie   | –          | 2          | 2     | 0     | 0              | 0              | 0      | 0      | –      | 2      |
| Carrière totaal | Carrière totaal | Carrière totaal | Carrière totaal  | –          | 88         | –     | 2     | 0              | 0              | 3      | 0      | –      | 90     |